# Montaanzuur
Montaanzuur of n-octacosaanzuur is een verzadigd vetzuur met een lange onvertakte keten van 28 koolstofatomen. Het is een vaste stof met een smeltpunt van ongeveer 91 °C, en is vrijwel niet oplosbaar in water. Montaanzuur en esters ervan zijn een bestanddeel van montaanwas, die door extractie uit bruinkool wordt verkregen. Ruw montaanzuur is geen zuivere stof maar een mengsel van hoofdzakelijk montaanzuur en andere lange vetzuren die in montaanwas voorkomen.

## Toepassingen en regelgeving
Esters van montaanzuur werden onder het E-nummer E912 als voedingsadditief gebruikt, meer bepaald als glansmiddel voor citrusvruchten, meloenen, papaja's, mango's, avocado's en ananassen. De Europese Commissie heeft echter in september 2014 E912 geschrapt uit de lijst van goedgekeurde levensmiddelenadditieven. Bij een herbeoordeling van de esters van montaanzuur was gebleken dat er onvoldoende tot geen gegevens beschikbaar waren over de toxiciteit en de carcinogeniteit van deze esters. De Europese Autoriteit voor voedselveiligheid concludeerde bijgevolg dat deze esters niet kunnen beoordeeld worden als levensmiddelenadditief. De Commissie heeft daarop besloten om E912 uit de lijst van goedgekeurde levensmiddelenadditieven te verwijderen.